# Valgioie
Valgioie (arpità Voudjiň) és un municipi italià, situat a la ciutat metropolitana de Torí, a la regió del Piemont. L'any 2007 tenia 709 habitants. Està situat a la Vall Sangone, una de les Valls arpitanes del Piemont. Limita amb els municipis d'Avigliana, Chiusa di San Michele, Coazze, Giaveno i Sant'Ambrogio di Torino.

## Administració
| Període | Identitat                 | Partit        |
| ------- | ------------------------- | ------------- |
| 2004-   | Giovanni Giuseppe Turello | Llista cívica |